# Постдокторантура
Постдокторантура (постдокторат, постдок) — в странах Западной Европы, Америки, в Австралии научное исследование, выполняемое учёным, недавно получившим степень PhD .
Постдокторантура предпринимается с целью повышения квалификации учёного и развития проектов, ведущихся в научном учреждении. В настоящее время в западных странах практически трудно устроиться на работу в научном учреждении, университете или на работу научного характера в серьезной фирме, не пройдя стадию постдокторантуры и не подтвердив при этом своей квалификации публикациями и серьёзными проектами.
Постдокторантура устраивается при высших учебных заведениях и научных учреждениях за их счёт (оформляется штатное рабочее место) или за счёт фонда стипендий или гранта.
Финансовые условия и сроки работы (в среднем 2—3 года) различаются в разных странах. В постдокторантуру объявляется конкурс.
В ряде стран разворачивается общественное движение за гарантию прав постдокторантов: оплаты труда, перспектив карьерного роста и т. п. Так, Европейская комиссия рекомендовала установить чёткие правила и чёткие рекомендации для набора в постдокторантуру.
В 2010 году постдокторанты Калифорнии создали профессиональный союз с целью улучшения условий труда, в частности, права подавать жалобу на дискриминацию или сексуальное преследование. Теперь в этом штате США установлен достаточно высокий минимум заработной платы для новых постдоков.